# Roberto Murolo e la sua chitarra (3ª selezione di successi)
Roberto Murolo e la sua chitarra (3ª selezione di successi) è un album 33 giri del cantante Roberto Murolo pubblicato nel 1955.

## Tracce

### Lato A
1. 'Na Sera 'E Maggio
2. Dduje Paravise
3. Vint' Anne
4. Scommunicato

### Lato B
1. Io, 'Na Chitarra E 'A Luna
2. Chiove
3. Surriento D' 'E Nnammurate
4. Torna Pulicinella